# Каркебю
Каркебю́ (фр. Carquebut) — колишній муніципалітет у Франції, у регіоні Нормандія, департамент Манш. Населення — 310 осіб (2011).
Муніципалітет був розташований на відстані близько 280 км на захід від Парижа, 75 км на захід від Кана, 34 км на північний захід від Сен-Ло.

## Історія
До 2015 року муніципалітет перебував у складі регіону Нижня Нормандія. Від 1 січня 2016 року належав до нового об'єднаного регіону Нормандія.
1 січня 2019 року Каркебю і Равеновіль було приєднано до муніципалітету Сент-Мер-Егліз.

## Демографія
Динаміка населення (INSEE ):
Розподіл населення за віком та статтю (2006):
| Стать | Всього | До 15 років | 15-24 | 25-44 | 45-64 | 65-85 | Понад 85 |
| --- | ------ | ----------- | ----- | ----- | ----- | ----- | -------- |
| Чоловіки | 156    | 32          | 4     | 40    | 36    | 32    | 12       |
| Жінки | 148    | 16          | 8     | 28    | 36    | 40    | 20       |
| \| Статево-вікова піраміда \| Статево-вікова піраміда \| Статево-вікова піраміда \| \| ----------------------- \| ----------------------- \| ----------------------- \| \| Чоловіки \| Вік \| Жінки \| \| 12 \| 85 + \| 20 \| \| 8 \| 80-84 \| 8 \| \| 0 \| 75-79 \| 16 \| \| 20 \| 70-74 \| 12 \| \| 4 \| 65-69 \| 4 \| \| 0 \| 60-64 \| 4 \| \| 12 \| 55-59 \| 16 \| \| 16 \| 50-54 \| 0 \| \| 8 \| 45-49 \| 16 \| \| 16 \| 40-44 \| 12 \| \| 8 \| 35-39 \| 0 \| \| 8 \| 30-34 \| 12 \| \| 8 \| 25-29 \| 4 \| \| 4 \| 20-24 \| 4 \| \| 0 \| 15-20 \| 4 \| \| 16 \| 10-14 \| 4 \| \| 16 \| 5-9 \| 8 \| \| 0 \| 0-4 \| 4 \| |        |             |       |       |       |       |          |
| Статево-вікова піраміда |        |             |       |       |       |       |          |
| Чоловіки | Вік    | Жінки       |       |       |       |       |          |
| 12 | 85 +   | 20          |       |       |       |       |          |
| 8 | 80-84  | 8           |       |       |       |       |          |
| 0 | 75-79  | 16          |       |       |       |       |          |
| 20 | 70-74  | 12          |       |       |       |       |          |
| 4 | 65-69  | 4           |       |       |       |       |          |
| 0 | 60-64  | 4           |       |       |       |       |          |
| 12 | 55-59  | 16          |       |       |       |       |          |
| 16 | 50-54  | 0           |       |       |       |       |          |
| 8 | 45-49  | 16          |       |       |       |       |          |
| 16 | 40-44  | 12          |       |       |       |       |          |
| 8 | 35-39  | 0           |       |       |       |       |          |
| 8 | 30-34  | 12          |       |       |       |       |          |
| 8 | 25-29  | 4           |       |       |       |       |          |
| 4 | 20-24  | 4           |       |       |       |       |          |
| 0 | 15-20  | 4           |       |       |       |       |          |
| 16 | 10-14  | 4           |       |       |       |       |          |
| 16 | 5-9    | 8           |       |       |       |       |          |
| 0 | 0-4    | 4           |       |       |       |       |          |

## Економіка
2010 року серед 157 осіб працездатного віку (15—64 років) 120 були активними, 37 — неактивними (показник активності 76,4%, у 1999 році було 68,4%). З 120 активних мешканців працювало 105 осіб (59 чоловіків та 46 жінок), безробітними було 15 (10 чоловіків та 5 жінок). Серед 37 неактивних 7 осіб було учнями чи студентами, 20 — пенсіонерами, 10 були неактивними з інших причин.

У 2010 році в муніципалітеті числилось 107 оподаткованих домогосподарств, у яких проживали 267,0 особи, медіана доходів виносила 16 367 євро на одного особоспоживача